# جواهر الاسرار و زواهر الانوار
جواهر الاسرار و زواهر الانوار کتابی از کمال الدین خوارزمی در شرح مثنوی معنوی است.

## تصحیح
تصحیح این کتاب در سال ۱۳۸۴ منتشر و در مراسم کتاب سال جمهوری اسلامی ایران به‌عنوان کتاب برگزیده معرفی شد.